# Superliga Nacional de Futebol Americano de 2016
A Superliga Nacional de Futebol Americano de 2016 é a primeira edição unificada do campeonato de futebol americano do Brasil correspondente à divisão de elite nacional.
O Timbó Rex vence o Flamengo FA, conquista o inédito Brasil Bowl e o bicampeonato nacional por ter vencido o Torneio Touchdown 2015.
A Superliga Nacional registrou mais de 64 mil pessoas nos estádios durante a competição com média de 656 pessoas por jogo. O público por jogos representou 77% do público do Novo Basquete Brasil e 50% da Superliga de Vôlei na mesma temporada.

## Fórmula de disputa
Os times estão divididos em quatro conferências: Leste, Oeste, Sul e Nordeste. Na Temporada Regular, só havendo confrontos entre times das mesmas conferências e cada time realiza seis jogos, sendo três jogos em casa e três jogos fora.
Nas Conferências Leste e Oeste, as equipes vencedoras dos seus grupos estão classificadas para os Playoffs, bem como as duas equipes melhores classificadas dentro de cada conferência, independentemente do grupo. Nas Conferências Nordeste e Sul classificam-se as quatro melhores equipes de cada conferência. 
A pior equipe de cada conferência é rebaixada para a Liga Nacional de 2017. As 16 equipes classificadas jogam no sistema mata-mata em jogo único, com mando de campo do time de melhor campanha, até a grande final, o Brasil Bowl VII. Nas oitavas de final o melhor classificado de cada conferência joga com o quarto colocado enquanto o segundo colocado joga com o terceiro. Nas quartas de final, os vencedores das oitavas de final decidem o campeão da conferência. Nas semifinais, o campeão da Conferência Nordeste joga com o campeão da Conferência Leste e o campeão da Conferência Oeste joga com o campeão da Conferência Sul para definirem os finalistas do Brasil Bowl VII.

### Critérios de desempate
Os critérios de desempate dentro das conferências são confronto direto e depois a força de tabela (que é a soma das vitórias dos adversários de cada time). Só depois, e só se for necessário, é que será considerado o saldo de pontos.

## Equipes participantes
Este torneio conta com a participação de 30 equipes em suas quatro Conferências. Disputariam as 15 equipes que participaram em 2015 (7 da Superliga Centro-Sul e 8 da Superliga Nordeste), as 2 equipes que garantiram acesso através da Liga Nacional de 2015 e também as 16 equipes que participaram do Torneio Touchdown 2015, totalizando 33 equipes. Com a fusão de São José Istepôs e Itapema White Sharks, este número passou de 33 para 32. Com as desistências do Jaraguá Breakers e Sergipe Redentores, disputam a Superliga 30 equipes.
Os times marcados com * vieram do Torneio Touchdown.
| Conferência Nordeste | Conferência Leste                                                                            | Conferência Leste                                                                         |
| --- | -------------------------------------------------------------------------------------------- | ----------------------------------------------------------------------------------------- |
| - América Bulls - Ceará Caçadores - João Pessoa Espectros - Recife Mariners - Recife Pirates - UFERSA Petroleiros - Vitória FA                     | Grupo 1 - Botafogo Challengers* - Minas Locomotiva* - Cabritos FA * - Vila Velha Tritões*    | Grupo 2 - Botafogo Reptiles* - Flamengo FA * - Santos Tsunami* - Vasco da Gama Patriotas* |
| Conferência Sul | Conferência Oeste                                                                            | Conferência Oeste                                                                         |
| - Coritiba Crocodiles - Foz do Iguaçu Black Sharks - Juventude FA* - Paraná HP* - São José White Sharks Istepôs - Timbó Rex* - UFPR Brown Spiders* | Grupo 1 - Campo Grande Predadores - Cuiabá Arsenal - Goiânia Rednecks - Tubarões do Cerrado* | Grupo 2 - Corinthians Steamrollers* - Lusa Lions* - São Paulo Storm - Sorocaba Vipers     |

## Classificação da Temporada Regular
Classificados para os playoffs estão marcados em verde e em rosa o rebaixado à Liga Nacional de 2017.

### Conferência Nordeste
| Pos | Times                 | V | E | D | PCT  | PF  | PS  | SP   |
| --- | --------------------- | - | - | - | ---- | --- | --- | ---- |
| 1   | Ceará Caçadores       | 5 | 0 | 1 | .833 | 171 | 106 | 65   |
| 2   | Recife Mariners       | 5 | 0 | 1 | .833 | 173 | 33  | 140  |
| 3   | João Pessoa Espectros | 4 | 0 | 2 | .667 | 207 | 71  | 136  |
| 4   | América Bulls         | 4 | 0 | 2 | .667 | 78  | 111 | -33  |
| 5   | Recife Pirates        | 2 | 0 | 4 | .333 | 84  | 159 | -75  |
| 6   | UFERSA Petroleiros    | 1 | 0 | 5 | .167 | 54  | 138 | -84  |
| 7   | Vitória FA[b]         | 0 | 0 | 6 | .000 | 32  | 181 | -149 |

### Conferência Leste
O símbolo # indicada a classificação dentro da conferência.
Grupo 1
| Pos | Times                   | V | E | D | PCT  | PF  | PS  | SP   |
| --- | ----------------------- | - | - | - | ---- | --- | --- | ---- |
| 1   | Vila Velha Tritões #2   | 5 | 0 | 1 | .833 | 264 | 68  | 196  |
| 2   | Minas Locomotiva        | 2 | 0 | 4 | .333 | 130 | 116 | 14   |
| 3   | Cabritos FA             | 1 | 0 | 5 | .167 | 49  | 275 | -226 |
| 4   | Botafogo Challengers[a] | 0 | 0 | 6 | .000 | 0   | 278 | -278 |

Grupo 2
| Pos | Times                      | V | E | D | PCT   | PF  | PS  | SP  |
| --- | -------------------------- | - | - | - | ----- | --- | --- | --- |
| 1   | Flamengo FA #1             | 6 | 0 | 0 | 1.000 | 291 | 38  | 253 |
| 2   | Vasco da Gama Patriotas #3 | 4 | 0 | 2 | .667  | 168 | 85  | 83  |
| 3   | Botafogo Reptiles #4       | 4 | 0 | 2 | .667  | 174 | 120 | 54  |
| 4   | Santos Tsunami             | 2 | 0 | 4 | .333  | 67  | 163 | -96 |

### Conferência Oeste
O símbolo # indicada a classificação dentro da conferência.
Grupo 1
| Pos | Times                   | V | E | D | PCT   | PF  | PS  | SP  |
| --- | ----------------------- | - | - | - | ----- | --- | --- | --- |
| 1   | Cuiabá Arsenal #1       | 6 | 0 | 0 | 1.000 | 199 | 75  | 124 |
| 2   | Tubarões do Cerrado #3  | 4 | 0 | 2 | .667  | 106 | 98  | 8   |
| 3   | Goiânia Rednecks #4     | 3 | 0 | 3 | .500  | 129 | 142 | -13 |
| 4   | Campo Grande Predadores | 2 | 0 | 4 | .333  | 91  | 160 | -69 |

Grupo 2
| Pos | Times                    | V | E | D | PCT  | PF  | PS  | SP   |
| --- | ------------------------ | - | - | - | ---- | --- | --- | ---- |
| 1   | Lusa Lions #2            | 5 | 0 | 1 | .833 | 176 | 83  | 93   |
| 2   | Corinthians Steamrollers | 3 | 0 | 3 | .500 | 150 | 113 | 37   |
| 3   | São Paulo Storm          | 1 | 0 | 5 | .167 | 147 | 158 | -11  |
| 4   | Sorocaba Vipers          | 0 | 0 | 6 | .000 | 55  | 224 | -169 |

### Conferência Sul
| Pos | Times                         | V | E | D | PCT  | PF  | PS  | SP   |
| --- | ----------------------------- | - | - | - | ---- | --- | --- | ---- |
| 1   | Timbó Rex                     | 5 | 0 | 1 | .833 | 279 | 34  | 245  |
| 2   | Coritiba Crocodiles           | 5 | 0 | 1 | .833 | 119 | 66  | 53   |
| 3   | Paraná HP                     | 4 | 0 | 2 | .667 | 111 | 56  | 55   |
| 4   | São José White Sharks Istepôs | 4 | 0 | 2 | .667 | 82  | 69  | 13   |
| 5   | Juventude FA                  | 2 | 0 | 4 | .333 | 37  | 109 | -72  |
| 6   | UFPR Brown Spiders            | 1 | 0 | 5 | .167 | 55  | 189 | -134 |
| 7   | Foz do Iguaçu Black Sharks    | 0 | 0 | 6 | .000 | 26  | 186 | -160 |

## Playoffs
Em itálico, os times que possuem o mando de campo e em negrito os times classificados.
 Campeões de Conferência.
|  | Semifinal de Conferência | Semifinal de Conferência      | Semifinal de Conferência |    |    | Final de Conferência | Final de Conferência | Final de Conferência |  |  | Semifinal Nacional    | Semifinal Nacional | Semifinal Nacional |  |  | Brasil Bowl | Brasil Bowl | Brasil Bowl |
|  |                          |                               |                          |    |    |                      |                      |                      |  |  |                       |                    |                    |  |  |             |             |             |
|  | 1                        | Ceará Caçadores               | 57                       |    |    |                      |                      |                      |  |  |                       |                    |                    |  |  |             |             |             |
|  | 4                        | América Bulls                 | 00                       |    |    |                      |                      |                      |  |  |                       |                    |                    |  |  |             |             |             |
|  | 4                        | América Bulls                 | 00                       |    |    | Ceará Caçadores      | 20                   |                      |  |  |                       |                    |                    |  |  |             |             |             |
|  |                          |                               |                          |    |    | Ceará Caçadores      | 20                   |                      |  |  |                       |                    |                    |  |  |             |             |             |
|  |                          |                               | João Pessoa Espectros    | 27 |    |                      |                      |                      |  |  |                       |                    |                    |  |  |             |             |             |
|  | 2                        | Recife Mariners               | João Pessoa Espectros    | 27 | 08 |                      |                      |                      |  |  |                       |                    |                    |  |  |             |             |             |
|  | 2                        | Recife Mariners               |                          |    | 08 |                      |                      |                      |  |  |                       |                    |                    |  |  |             |             |             |
|  | 3                        | João Pessoa Espectros         | 16                       |    |    |                      |                      |                      |  |  |                       |                    |                    |  |  |             |             |             |
|  | 3                        | João Pessoa Espectros         | 16                       |    |    |                      |                      |                      |  |  | João Pessoa Espectros | 10                 |                    |  |  |             |             |             |
|  |                          |                               |                          |    |    |                      |                      |                      |  |  | João Pessoa Espectros | 10                 |                    |  |  |             |             |             |
|  |                          |                               | Flamengo FA              | 25 |    |                      |                      |                      |  |  |                       |                    |                    |  |  |             |             |             |
|  | 1                        | Flamengo FA                   | Flamengo FA              | 25 | 41 |                      |                      |                      |  |  |                       |                    |                    |  |  |             |             |             |
|  | 1                        | Flamengo FA                   |                          |    | 41 |                      |                      |                      |  |  |                       |                    |                    |  |  |             |             |             |
|  | 4                        | Botafogo Reptiles             | 26                       |    |    |                      |                      |                      |  |  |                       |                    |                    |  |  |             |             |             |
|  | 4                        | Botafogo Reptiles             | 26                       |    |    | Flamengo FA          | 43                   |                      |  |  |                       |                    |                    |  |  |             |             |             |
|  |                          |                               |                          |    |    | Flamengo FA          | 43                   |                      |  |  |                       |                    |                    |  |  |             |             |             |
|  |                          |                               | Vasco da Gama Patriotas  | 03 |    |                      |                      |                      |  |  |                       |                    |                    |  |  |             |             |             |
|  | 2                        | Vila Velha Tritões            | Vasco da Gama Patriotas  | 03 | 40 |                      |                      |                      |  |  |                       |                    |                    |  |  |             |             |             |
|  | 2                        | Vila Velha Tritões            |                          |    | 40 |                      |                      |                      |  |  |                       |                    |                    |  |  |             |             |             |
|  | 3                        | Vasco da Gama Patriotas       | 43                       |    |    |                      |                      |                      |  |  |                       |                    |                    |  |  |             |             |             |
|  | 3                        | Vasco da Gama Patriotas       | 43                       |    |    |                      |                      |                      |  |  |                       |                    |                    |  |  | Flamengo FA | 24          |             |
|  |                          |                               |                          |    |    |                      |                      |                      |  |  |                       |                    |                    |  |  | Flamengo FA | 24          |             |
|  |                          |                               | Timbó Rex                | 36 |    |                      |                      |                      |  |  |                       |                    |                    |  |  |             |             |             |
|  | 1                        | Cuiabá Arsenal                | Timbó Rex                | 36 | 31 |                      |                      |                      |  |  |                       |                    |                    |  |  |             |             |             |
|  | 1                        | Cuiabá Arsenal                |                          |    | 31 |                      |                      |                      |  |  |                       |                    |                    |  |  |             |             |             |
|  | 4                        | Goiânia Rednecks              | 10                       |    |    |                      |                      |                      |  |  |                       |                    |                    |  |  |             |             |             |
|  | 4                        | Goiânia Rednecks              | 10                       |    |    | Cuiabá Arsenal       | 32                   |                      |  |  |                       |                    |                    |  |  |             |             |             |
|  |                          |                               |                          |    |    | Cuiabá Arsenal       | 32                   |                      |  |  |                       |                    |                    |  |  |             |             |             |
|  |                          |                               | Lusa Lions               | 03 |    |                      |                      |                      |  |  |                       |                    |                    |  |  |             |             |             |
|  | 2                        | Lusa Lions                    | Lusa Lions               | 03 | 14 |                      |                      |                      |  |  |                       |                    |                    |  |  |             |             |             |
|  | 2                        | Lusa Lions                    |                          |    | 14 |                      |                      |                      |  |  |                       |                    |                    |  |  |             |             |             |
|  | 3                        | Tubarões do Cerrado           | 06                       |    |    |                      |                      |                      |  |  |                       |                    |                    |  |  |             |             |             |
|  | 3                        | Tubarões do Cerrado           | 06                       |    |    |                      |                      |                      |  |  | Cuiabá Arsenal        | 07                 |                    |  |  |             |             |             |
|  |                          |                               |                          |    |    |                      |                      |                      |  |  | Cuiabá Arsenal        | 07                 |                    |  |  |             |             |             |
|  |                          |                               | Timbó Rex                | 20 |    |                      |                      |                      |  |  |                       |                    |                    |  |  |             |             |             |
|  | 1                        | Timbó Rex                     | Timbó Rex                | 20 | 12 |                      |                      |                      |  |  |                       |                    |                    |  |  |             |             |             |
|  | 1                        | Timbó Rex                     |                          |    | 12 |                      |                      |                      |  |  |                       |                    |                    |  |  |             |             |             |
|  | 4                        | São José White Sharks Istepôs | 00                       |    |    |                      |                      |                      |  |  |                       |                    |                    |  |  |             |             |             |
|  | 4                        | São José White Sharks Istepôs | 00                       |    |    | Timbó Rex            | 15                   |                      |  |  |                       |                    |                    |  |  |             |             |             |
|  |                          |                               |                          |    |    | Timbó Rex            | 15                   |                      |  |  |                       |                    |                    |  |  |             |             |             |
|  |                          |                               | Coritiba Crocodiles      | 00 |    |                      |                      |                      |  |  |                       |                    |                    |  |  |             |             |             |
|  | 2                        | Coritiba Crocodiles           | Coritiba Crocodiles      | 00 | 11 |                      |                      |                      |  |  |                       |                    |                    |  |  |             |             |             |
|  | 2                        | Coritiba Crocodiles           |                          |    | 11 |                      |                      |                      |  |  |                       |                    |                    |  |  |             |             |             |
|  | 3                        | Paraná HP                     | 07                       |    |    |                      |                      |                      |  |  |                       |                    |                    |  |  |             |             |             |

## Brasil Bowl VII
| 18 de dezembro 14:00 UTC -2 | Relatório | Flamengo FA | 24–36 | Timbó Rex |  | Estádio da Rua Bariri, Rio de Janeiro-RJ |  |

## Premiações
| Brasil Bowl VII               |
| Santa Catarina                |
| ----------------------------- |
| Timbó Rex Campeão (1º título) |

| Conferência Nordeste de 2016 (Nordeste Bowl VII) |
| Paraíba                                          |
| ------------------------------------------------ |
| João Pessoa Espectros Campeão (7º título)        |

| Conferência Leste de 2016       |
| Rio de Janeiro                  |
| ------------------------------- |
| Flamengo FA Campeão (1º título) |

| Conferência Oeste de 2016          |
| Mato Grosso                        |
| ---------------------------------- |
| Cuiabá Arsenal Campeão (4º título) |

| Conferência Sul de 2016       |
| Santa Catarina                |
| ----------------------------- |
| Timbó Rex Campeão (3º título) |